# ウィクトーリア

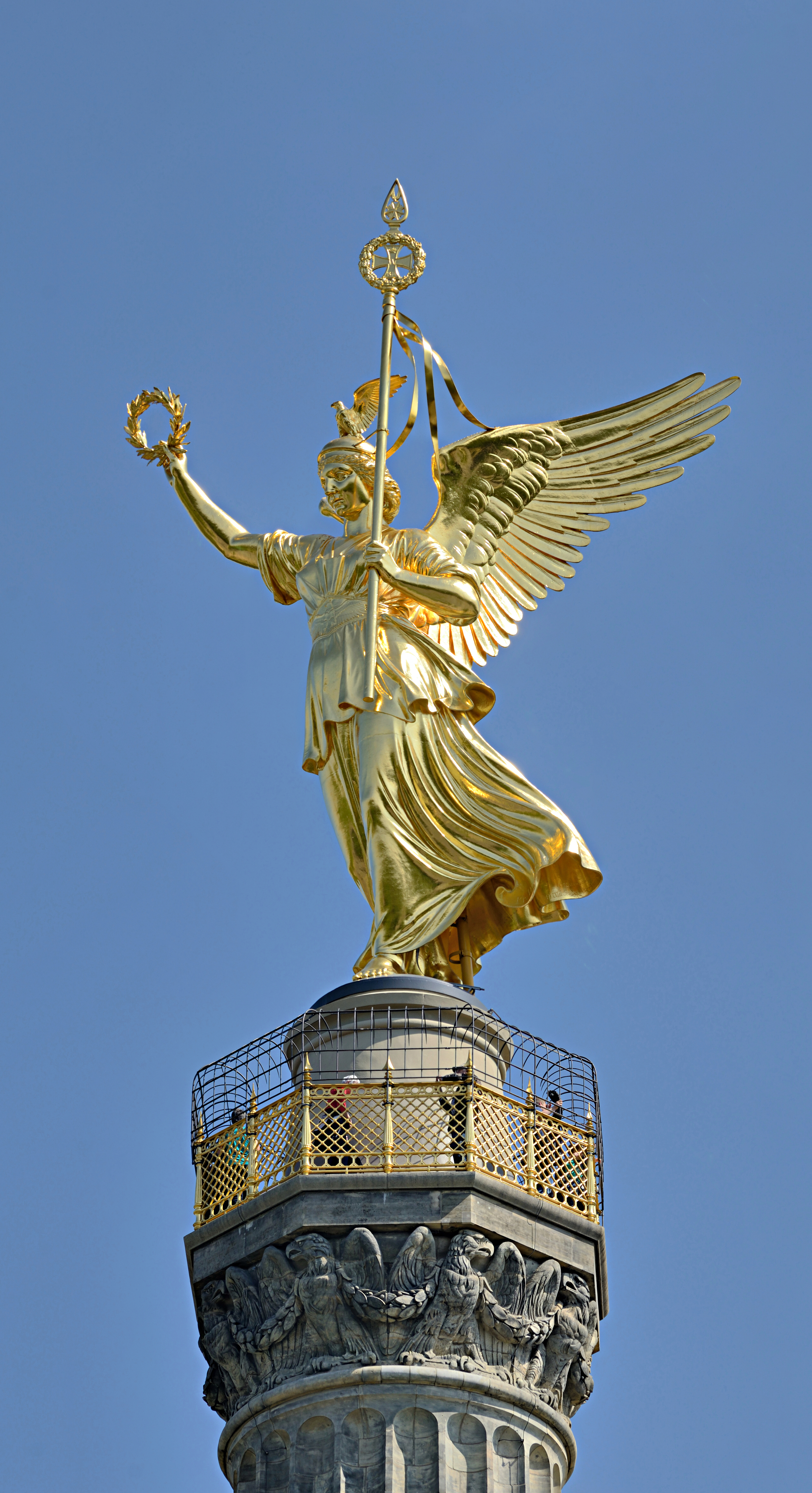
ベルリンの戦勝記念塔の頂上にあるウィクトーリア像。「ゴルトエルゼ」の愛称で親しまれる。

ウィクトーリア (Victoria) は、古代ローマ神話に登場する勝利の女神であり、その名はラテン語で「勝利」を意味する。ギリシア神話の女神ニーケーに相当し、戦争の女神ベローナと関連付けられることが多い。ウィクトーリアは、サビーニー人が信仰していた女神ウァクーナと同一視され
、パラーティーヌスに神殿があった。ウィカ・ポタ(Vica Pota)という添え名も持つ。

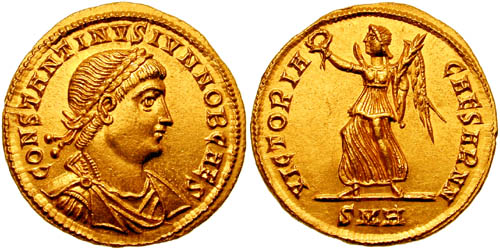
コーンスタンティーヌス2世を描いたソリドゥス金貨。裏面にウィクトーリアが描かれている。

ギリシア神話におけるニーケーとは異なり、女神ウィクトーリアはローマ社会において重要な位置を占めた。多くの寺院が建設され彼女にささげられた。382年にグラーティアーヌス帝がウィクトーリア像を移動させた際には、多くのローマ市民が怒りを表した。通常、帰還した戦勝将軍は、ウィクトーリアに祈りをささげる式典を開いた。
さらにニーケーと異なる点として、ニーケーが戦車競走など競技における勝利の女神とされたのに対し、ウィクトーリアは死に対する勝利を象徴し、戦争の勝者を決定するものとされた。
ローマのコイン、宝石、建築、その他の芸術にウィクトーリアは広く登場するが、その姿はしばしば戦闘馬車のチャリオットに騎乗した形で表現される。
ドイツベルリンのブランデンブルク門の上に乗る18世紀後期のウィクトーリア像は、四頭立てのクアドリーガに騎乗する姿で彫刻されている。ローマにあるヴィットーリオ・エマヌエーレ2世記念堂には、ウィクトーリアの彫像が2体設置されている。ニーケーが、オリュンポス山をめぐる戦いにおいて、ゼウスのチャリオットを御したことによる。

## 勝利の翼
翼の意匠は、多くは対になった形で描かれて勝利を象徴し、ローマの公的図像にもよく使われた。
一般的にはデザインの上部に置かれ、建築ではしばしばスパンドレルその他の空間に描かれた。
これらの意匠は、女神自身を意味するよりも、勝利の精神を象徴するものだといえる。
翼の意匠は、ローマがキリスト教化した後にも使われ続け、キリスト教における天使の姿へとつながっていった。